# Laureano Arroyo
Laureano Arroyo y Velasco (Barcelona, 30 de agosto de 1848 – Las Palmas de Gran Canaria, 1910), conocido como Laureano Arroyo, fue un arquitecto catalán. Fue un impulsor del eclecticismo y se destacó por su aportación a la arquitectura grancanaria a finales del siglo XIX y principios del XX. Establecido en la isla de Gran Canaria en 1888 por razones de salud de su esposa, desempeñó el cargo de arquitecto municipal de la ciudad de Las Palmas de Gran Canaria desde 1888 hasta 1910; lo compaginó durante esos 22 años con su ejercicio libre de la profesión hasta su fallecimiento. Dejó así más de 300 obras, como por ejemplo la Casa de las Colmenas frente al teatro Guiniguada, numerosos edificios en Triana y alrededores, las iglesias de Ingenio y Tirajana, la finalización de la Catedral de Santa Ana, la antigua Comandancia Militar de Marina, el Hospital de San José, el colegio de las Dominicas, y Villa Rosa en Tafira, entre otros. En dicha ciudad existe una calle nombrada en su honor.

## Biografía
Nacido en Barcelona el 30 de agosto de 1848, Laureano Arroyo era el mayor de cinco hermanos. Sus padres fueron Isidoro Arroyo y Ávila, un ingeniero civil especializado en obras ferroviarias y Francisca Javiera Velasco y Carbonell. Obtuvo el título de arquitecto por la Escuela Especial de Arquitectura de la Real Academia de Bellas Artes de San Fernando de Madrid.
Comenzó a ejercer en 1878, cuando regresó a Cataluña y fue nombrado asesor municipal del ayuntamiento de Gélida y posteriormente arquitecto municipal de Caldes d'Estrac. El año siguiente oposita con éxito a la Diputación Provincial de Barcelona; en 1887 pasó a ser auxiliar primero de la dirección de obras de la Exposición Universal de Barcelona, bajo las órdenes del arquitecto Elías Rogent y Amat.
En 1888 su esposa Fortunata Benassó enfermó, y la recomendación de los médicos de un clima cálido llevó a Arroyo a contactar a su amigo Salvador Cuyás y Prat (Barcelona, 1838 – Las Palmas de Gran Canaria, 1913), llegado a las islas con anterioridad y acomodado empresario fundador del Circo Cuyás, conocido posteriormente como Teatro Cuyás. Éste le aconseja el clima de las Islas además de comunicarle la necesidad del municipio de Las Palmas de Gran Canaria de un arquitecto que ocupe el cargo de Arquitecto Municipal y que termine la fachada de la Catedral Basílica de Santa Ana en la capital grancanaria, catedral de Canarias.
Llegó a Gran Canaria a mediados de 1888 y estableció su residencia en la calle de los Moriscos, denominada posteriormente calle Dr. Rafael González en la capital. El 15 de septiembre de 1888 fue nombrado por el pleno municipal arquitecto municipal, posteriormente también arquitecto diocesano. Su obra incluye edificaciones municipales, particulares (incluyendo viviendas sobre todo en Vegueta, Triana, y alrededores y Tafira), militares y religiosas.
Laureano Arroyo, tras enviudar, se casó con Ana Cardoso Ruiz de Medina, formando la familia Arroyo Cardoso, compuesta, además de por Laureano y su esposa, por los hijos Isidro, Tomás, Consuelo, Carmen, Adela y Ana, contrayendo esta última matrimonio con el pintor gran canario Tomás Gómez Bosch.

## Cargos
Laureano Arroyo fue uno de los primeros arquitectos titulados en ocupar el cargo. Aunque algunas fuentes citan a Laureano Arroyo como primer Arquitecto Municipal de esta ciudad, cabe destacar que esta información es errónea. Es probable que se refieran a arquitecto titulado, puesto que las funciones posteriormente asumidas por el cargo de Arquitecto Municipal de Las Palmas de Gran Canaria fueron hasta 1872 llevadas a cabo por maestros de obras. Destaca el maestro de obras Francisco de la Torre y Sarmiento, titulado en la Escuela Superior de Arquitectura de Madrid. El primer arquitecto municipal titulado fue el arquitecto López Echegarreta (1847-1878) desde 1872 hasta su fallecimiento en 1878, fue además el primer canario en obtener el título de arquitecto. Es sucedido por el Maestro Mayor de obras Francisco de la Torre y Sarmiento, quien ocupó este cargo durante diez años hasta 1888. 
Finalmente el 15 de septiembre de 1888 Laureano Arroyo y Velasco fue nombrado Arquitecto Municipal de Las Palmas de Gran Canaria por concurso público nacional. Ocupó el cargo hasta su muerte en 1910. Fue sucedido por el arquitecto grancanario Fernando Navarro y Navarro.
Inmediatamente escribió al Obispo ofreciéndose para dirigir las obras diocesanas, el obispo José Pozuelo y Herrero agradece el gesto pues hay una gran necesidad de sus servicios, pero primero debía consultar al gobierno. El arcipreste de la catedral, también presidente de la junta escribe a Sagasta, y la reina regente María Cristina de Habsburgo-Lorena decreta por Real Confirmación el 24 de noviembre su nombramiento oficial como arquitecto diocesano.

## Obra
Su obra es muy extensa en toda la ciudad. El historiador canario Miguel Rodríguez Díaz de Quintana llegó a contar más de quinientos planos suyos en el Archivo Histórico Provincial de Las Palmas. A continuación se mencionan algunos ejemplos de los muchos destacables.
Junto con Ponce de León, Francisco de la Torre, y posteriormente Fernando Navarro, contribuyó a la casa Falcón y Quintana, más adelante una parte de ésta sería ocupada por la Biblioteca Insular. 
Arroyo se encarga junto a Fernando Navarro de la reforma y finalización de la zona superior de la fachada neoclásica de la Catedral Basílica de Santa Ana, Catedral de Canarias en Las Palmas de Gran Canaria a finales del siglo XIX y principios del XX.
Para el Ayuntamiento de Las Palmas de Gran Canaria, además se encargó del ensanche de la ciudad con nuevas barriadas, de la reforma de calles antiguas (como la calle de los Balcones en Vegueta) y de la planificación de urbanización del Puerto de la Luz.
En 1890 diseñó la Comandancia Militar de Marina, posteriormente modificada por Fernando Navarro a principios del siglo XX.
También en 1890 proyectó la casa que hace esquina entre las calles Dr. Chil y Dr. Vernau, que forma la entrada al Museo Canario gracias a la donación de la casa por el Dr. Chil y Naranjo y la rehabilitación de Fernando Navarro en 1914. Al año siguiente, en 1891, proyectó una serie de escuelas primarias, dado que en su ciudad solamente funcionaban dos en aquel entonces. La iniciativa, sin embargo, fracasó.
En 1895 proyectó los edificios de la Casa-Asilo de San José, para el servicio higiénico y sanitario de la clase obrera del Puerto de la Luz con función de asilo, hospital y escuela.
En 1896 diseñó el chalet "Villa Rosa", situado a la salida de Tafira Alta, en la linde con el municipio de Santa Brígida y de influencias árabes. En ese aspecto recuerda al chalet de 1921 "Villa Árabe" (luego denominado "Villa María")  por su sucesor Fernando Navarro y Navarro, también de estilo neoárabe y situado en la misma zona de Tafira.
En 1899 realizó la "Casa de las almenas", primera sede de la ONCE en la ciudad. Ésta contaba con materiales de alta calidad, entre los que se cuenta una ménsula de cantería de Arucas, además de suelos, zócalos y una escalera de mármol italiano hasta la planta primera, seguida por escalones de madera de tea. A Candelaria Navarro Cigala, pianista burguesa que vivía y tocaba en esa casa dedicaría Camille Saint-Saëns (conocido como Don Camilo en la capital grancanaria) su Valse Canariote años después, al oírla tocar durante un paseo por Vegueta.
En 1899 realizó el Cementerio de Las Palmas o "cementerio de Vegueta".
En 1900 firmó el proyecto para un nuevo templo de Nuestra Señora de la Candelaria en Ingenio, finalmente construida en 1908. Esta construcción es parecida a la posterior Iglesia de San Bartolomé de Tirajana, también diseñada por Arroyo.
En 1905 proyectó la Iglesia de San José (Padres Franciscanos), que destaca en la zona de Las Canteras-Mesa y López por su vivo color rojo, magnitud y emplazamiento. En 1908 en la calle D.J. Navarro, 42 el segundo edificio de hormigón armado de la ciudad; el primero es el de Fernando Navarro en la calle Triana con Munguía. Firma sus últimos proyectos en 1910.

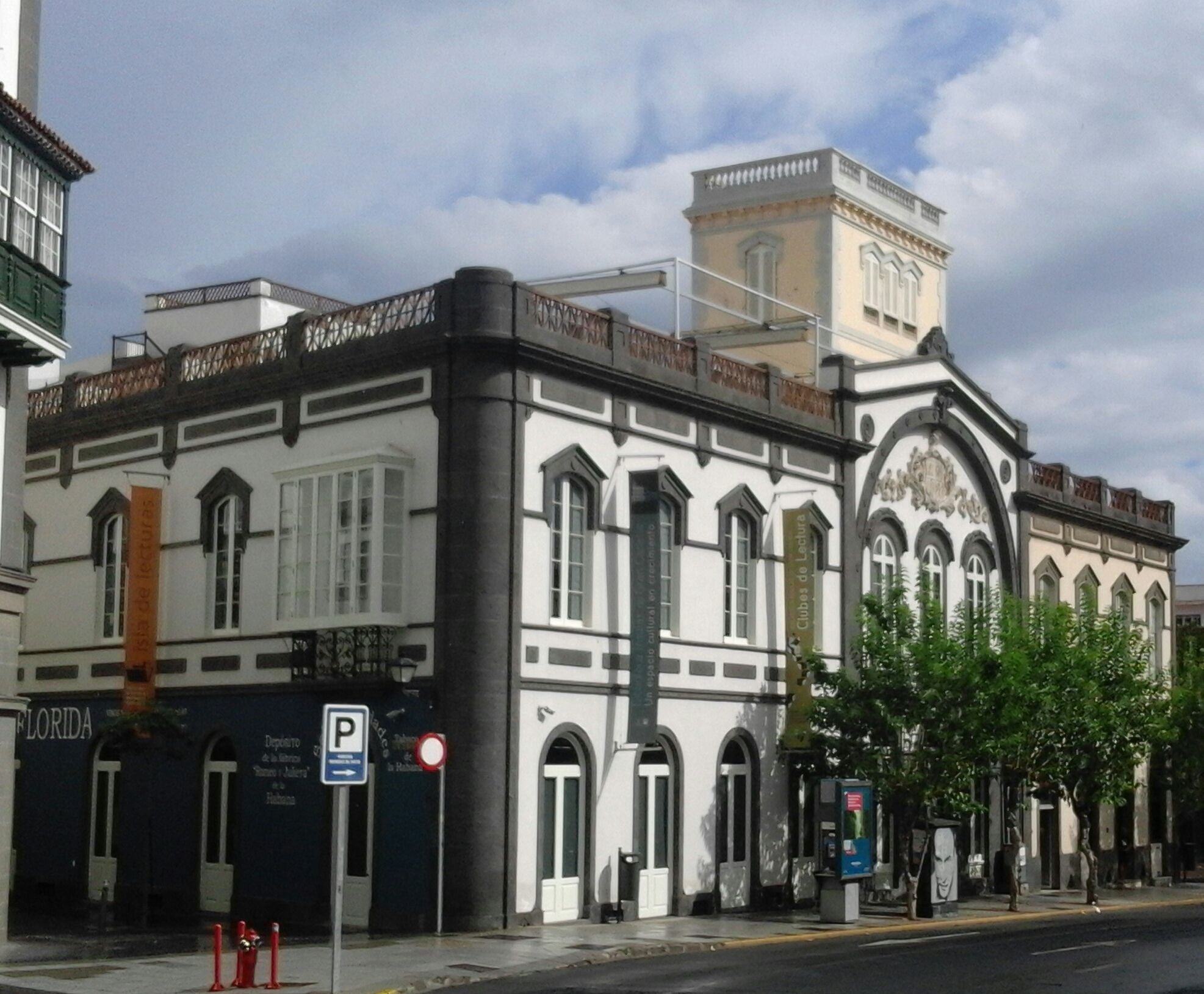
Casa Falcón y Quintana
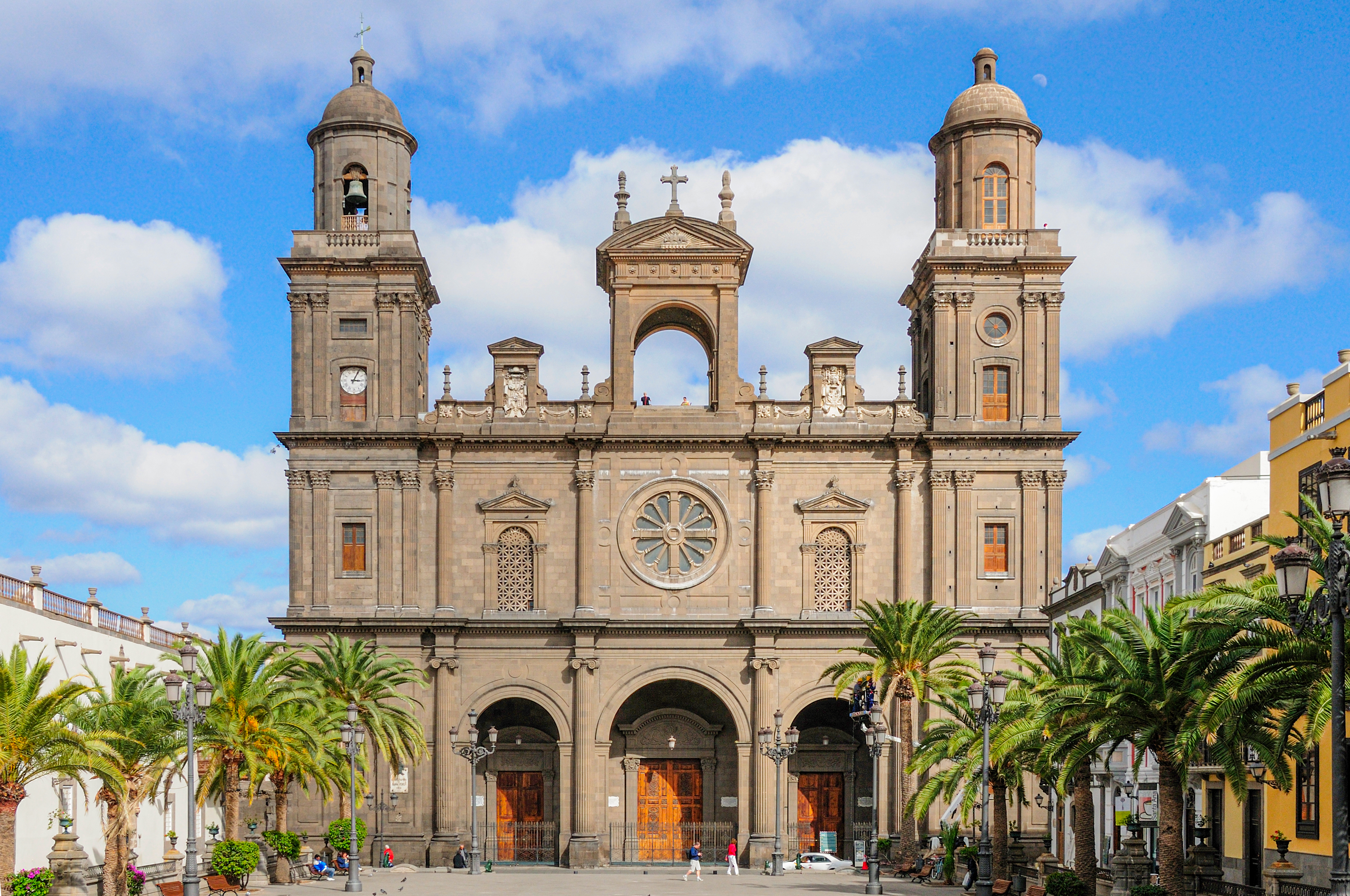
Fachada principal de la Catedral Basílica de Santa Ana, en Las Palmas de Gran Canaria
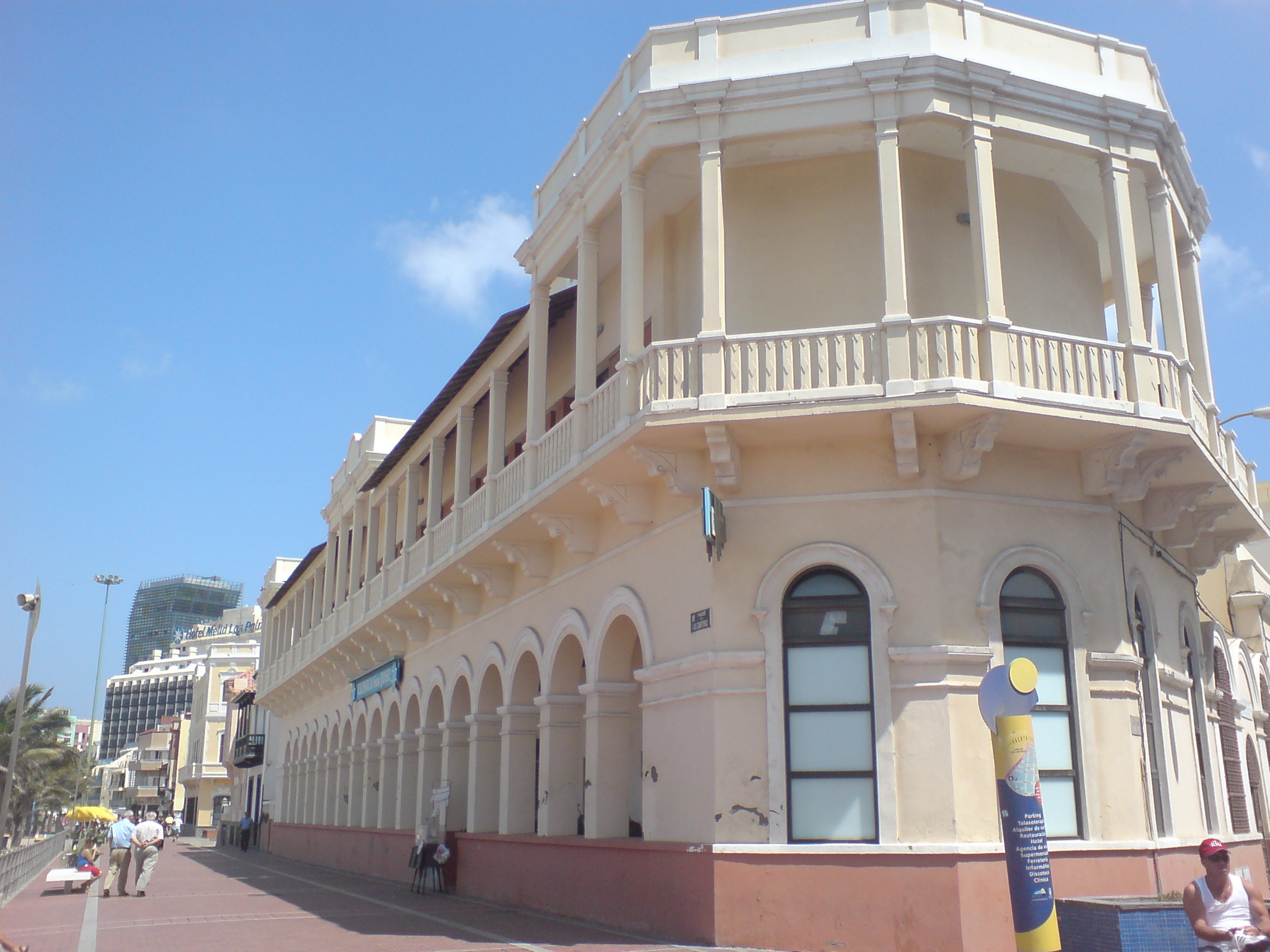
Clínica San José, hoy en día hospital San José
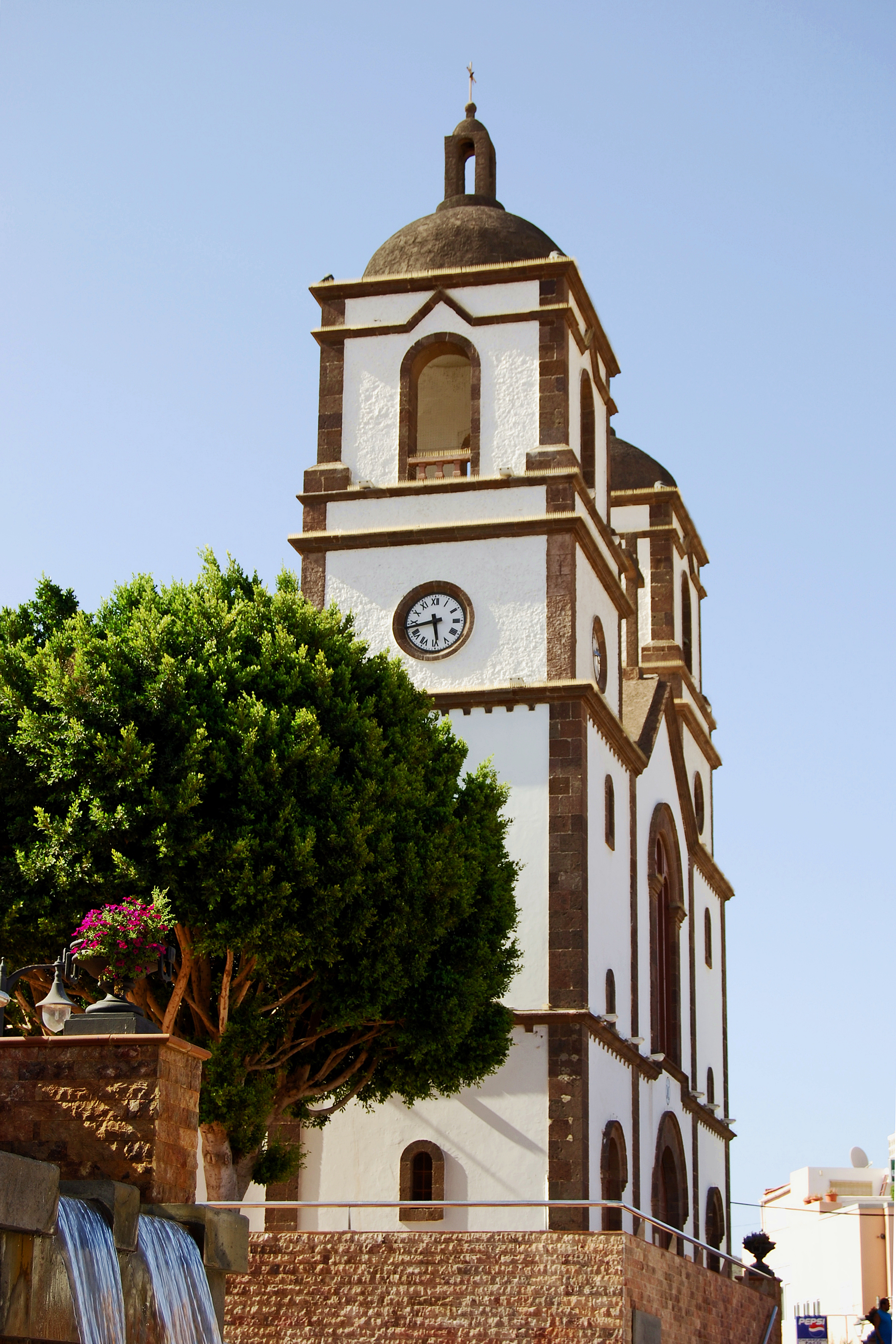
Iglesia de Nuestra Señora de la Candelaria, Ingenio
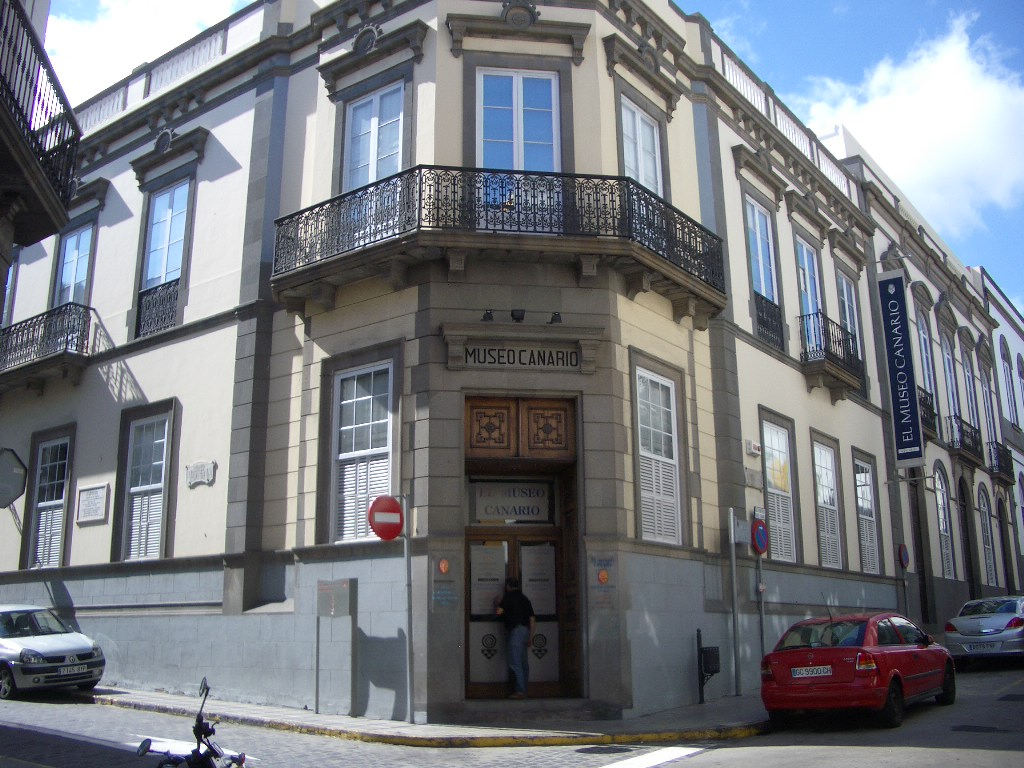
Entrada al Museo Canario, esquina de la calle Dr. Chil con Dr. Vernau